# Heteropoda strasseni
Heteropoda strasseni är en spindelart som beskrevs av Embrik Strand 1915. Heteropoda strasseni ingår i släktet Heteropoda och familjen jättekrabbspindlar. Inga underarter finns listade i Catalogue of Life.